# Coccinellinae
Coccinellinae este o subfamilie de gândaci din familia Coccinellidae. Există cel puțin 20 de genuri și 90 de specii de Coccinellinae.

## Genuri
Aceste 29 de genuri aparțin subfamiliei Coccinellinae:
- Adalia Mulsant, 1846 i c g b
- Aiolocaria⁠(d) (Crotch, 1871)g
- Anatis⁠(d) Mulsant, 1846 i c g b (giant lady beetles)
- Anisosticta⁠(d) Chevrolat in Dejean, 1837 i c g b
- Aphidecta⁠(d) Weise, 1893 i c g b
- Calvia⁠(d) Mulsant, 1850 i c g b
- Ceratomegilla⁠(d) Crotch, 1873 i c g b
- Cheilomenes⁠(d) Chevrolat in Dejean, 1837 i c g
- Coccinella Linnaeus, 1758 i c g b
- Coelophora⁠(d) Mulsant, 1850 i c g b
- Coleomegilla⁠(d) Timberlake, 1920 i c g b
- Cycloneda⁠(d) Crotch, 1871 i c g b (spotless lady beetles)
- Harmonia Mulsant, 1850 i c g b
- Hippodamia Chevrolat in Dejean, 1837 i c g b
- Macronaemia⁠(d) Casey, 1899 i c g b
- Megalocaria Crotch, 1871 i c g
- Micraspis⁠(d) Chevrolat in Dejean, 1837 i c g
- Mulsantina⁠(d) Weise, 1906 i c g b
- Myzia⁠(d) Mulsant, 1846 i c g b
- Naemia⁠(d) Mulsant, 1850 i c g b
- Neda Mulsant, 1850 g b
- Neoharmonia⁠(d) Crotch, 1871 i c g b
- Olla Casey, 1899 i c g b
- Paranaemia⁠(d) Casey, 1899 i c g b
- Propylea⁠(d) Mulsant, 1846 g b
- Psyllobora⁠(d) Chevrolat in Dejean, 1837 i c g b (fungus-eating lady beetles)
- Synonycha Chevrolat in Dejean, 1837 i c g
- Verania Mulsant, 1850 i c g

Data sources: i = ITIS, c = Catalogue of Life, g = GBIF, b = Bugguide.net